# Empetrichthys
Empetrichthys – rodzaj ryb karpieńcokształtnych z rodziny żyworódkowatych (Goodeidae).

## Klasyfikacja
Gatunki zaliczane do tego rodzaju:

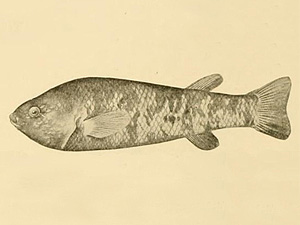
Empetrichthys latos
- Empetrichthys merriami

- Empetrichthys merriami